# Etugen Eke
Etugen Eke, Itügen eller Etügen Ekhe, var jordens och naturens gudinna i den ursprungliga traditionella turkisk-mongoliska religionen. I den mongoliska mytologin symboliseras hon av en ung kvinna ridande en grå tjur.  
Hennes namn är detsamma som berget Ötüken, som för turkarna var ett heligt berg för dyrkan av jorden och fruktbarheten. Etugen Eke var en vacker gudomlig jungfru som bodde i universums mitt. Hon var naturens gudinna och allt levande i naturen var därför underkastat hennes vilja, förutom människorna och deras rikens öden som var underkastade Kök-Tengri (Gök Tanrı), och hon räknades som den näst högsta guden. Man offrade till Etugen vid floder och sjöar under vår och höst i samband med betäckning av boskap och skörd, och offren till henne var stora högtider särskilt under de turkiska khaganatens tid (500-talet).